# Canon EF 40mm
Il Canon EF 40mm f/2.8 STM è un obiettivo normale a lunghezza focale fissa prodotto da Canon introdotto nel giugno 2012. Ha un attacco EF ed è quindi compatibile con tutte le macchine fotografiche DSLR della serie EOS. Su di un corpo dotato di sensore APS-C l'angolo di campo diviene equivalente a quello di un obiettivo da 64 mm. L'obiettivo dispone di una apertura massima di f/2.8 ed è stato il primo obiettivo pancake prodotto da Canon ed è dotato di un motore passo-passo (STM).